# VIPome
 Mise en garde médicale
Le VIPome est une tumeur sécrétant du peptide vasoactif intestinal (en anglais VIP pour « vasoactive intestinal peptide »). La première description en a été faite en 1957.

## Épidémiologie
Il s'agit d'une maladie rare dont l'incidence est de l'ordre d'un cas par million et par an. La plupart sont de localisation pancréatique.

## Description
Il se manifeste par une diarrhée chronique.

## Diagnostic
Le taux sanguin de peptide vasoactif intestinal est augmenté ainsi que celui du polypeptide pancréatique et de la chromogranine A.
La localisation de la tumeur peut être faite par tomographie par émission de positons.